# Aldeia Maracanã

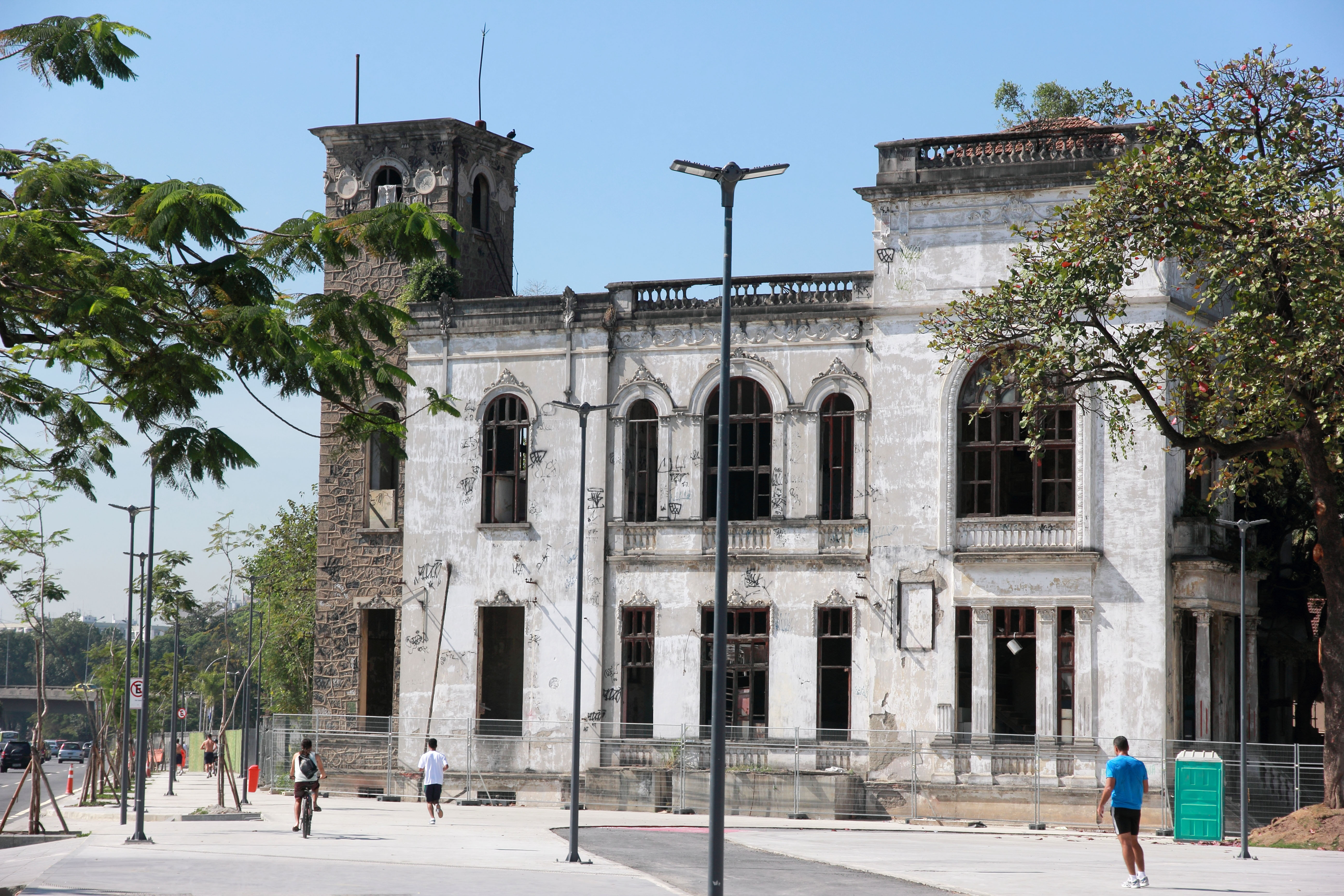
Aldeia Maracanã

Aldeia Marak’anà, também grafada Aldeia Maracanã, é uma aldeia urbana, universidade e movimento social indígena localizada no prédio antigo do Museu do Índio, no bairro Maracanã, no Rio de Janeiro, Brasil. A ocupação indígena do prédio histórico ocorre intermitentemente desde o ano de 2006, por conta de sua ligação com a História indígena. O prédio antigo do Museu do Índio situa-se próximo ao Estádio Maracanã e corre risco de demolição por parte do Governo do Estado do Rio de Janeiro. A aldeia e universidade foi ameaçada de despejo, despejada e reocupada diversas vezes. O movimento social em torno da aldeia visa a reocupação daquele território e manuntenção do prédio. Dentro dessa história de despejo e resistência, a expressão "Aldeia resiste" é utilizado pelas pessoas apoiadoras da causa.
Durante as Jornadas de Junho e ao longo dos protestos contra a Copa da FIFA, a polêmica em torno da manutenção da aldeia, considerada uma referência para esses movimentos políticos, mobilizou diversos setores da esquerda, sendo a aldeia considerada um símbolo de resistência e oposição ao governo de Sérgio Cabral Filho.

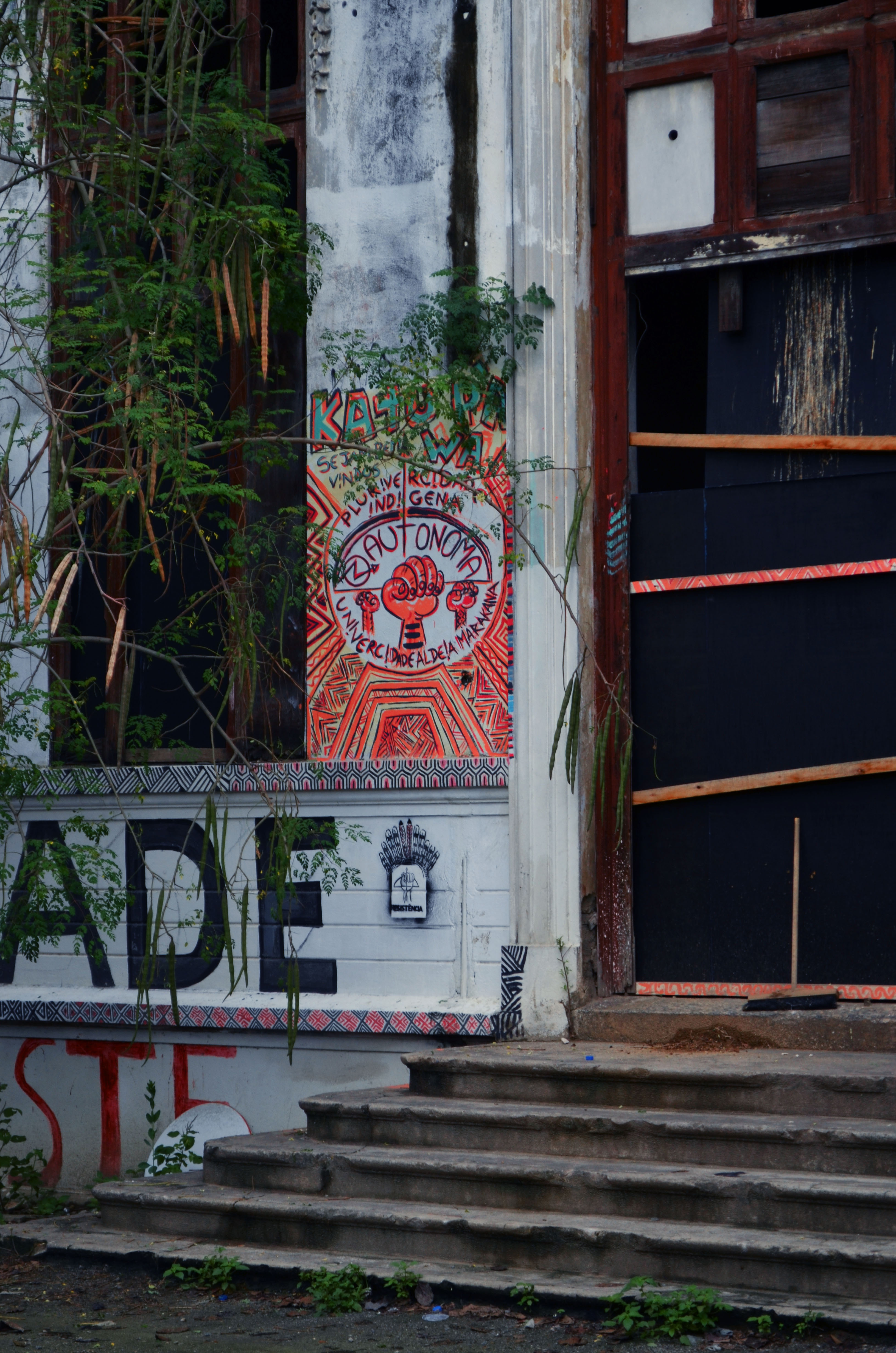
Graffiti na Aldeia Marak'anà

No ano de 2022, a polêmica foi reacendida pelo deputado Rodrigo Amorim, explicitamente contrário a esse movimento indígena, que convocou uma motociata com ponto final na Aldeia Marak'anà para o dia 6 de agosto de 2022.

## História
A história da Aldeia Marak'anà pode ser dividida entre a história do prédio histórico que ela ocupa (anteriormente chamado de Museu do Índio) e a história do movimento indígena estabelecido no ano de 2006 neste mesmo prédio.
A palavra "marak'aná" é tupi-guarani, deriva da palavra maracá e significa "algo semelhante a um chocalho”. O termo aportuguesado dessa palavra, "maracanã", dá nome ao famoso estádio Mario Filho, ao rio em sua proximidade, bem como ao bairro de seu entorno.

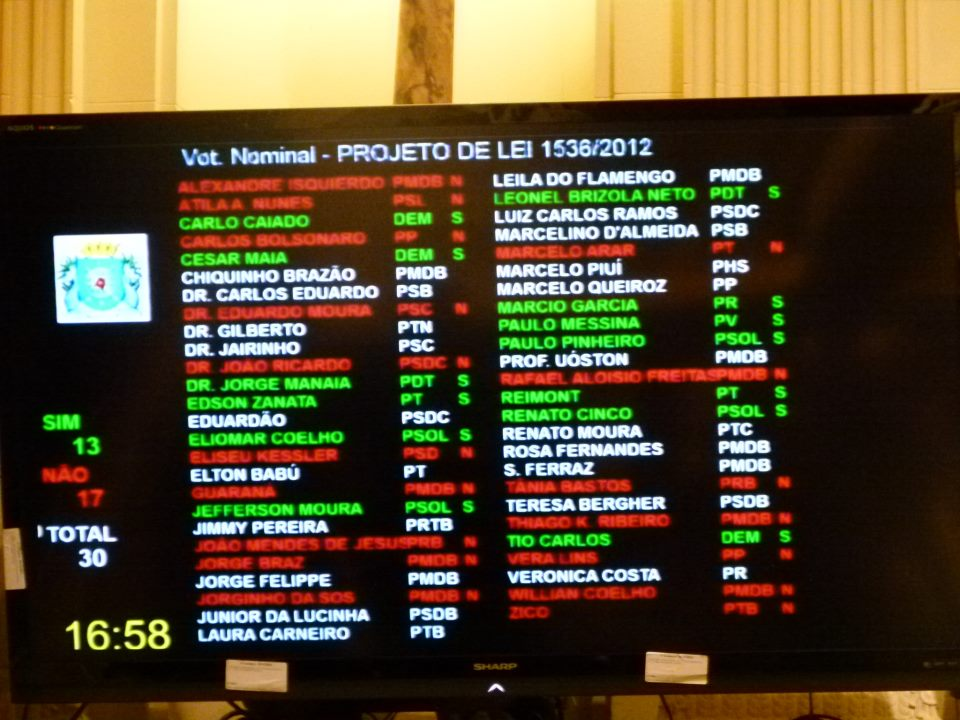
Painel com os vereadores que votaram a favor, contra, ou se abstiveram da votação em relação ao tombamento do prédio da Aldeia Maracanã.

### O Museu do Índio

#### Características arquitetônicas
O prédio, que destoa em muito da paisagem do bairro, tem a aparência de um castelo. De acordo com o parecer do Conselho Municipal de Proteção do Patrimônio Cultural, o edifício é um "...imponente exemplar da arquitetura eclética do início do século XX."

#### História do prédio histórico
O prédio onde funcionava o Museu do Índio foi construído pelo Duque de Saxe em  1862 e doado em 1910 ao Serviço de Proteção aos Índios, órgão estatal comandado pelo Marechal Rondon, quando de sua criação, em 1910. O objetivo é que o espaço fosse uma área de preservação da cultura indígena brasileira. Inicialmente, o prédio abrigou a sede do órgão federal, e posteriormente, entre 1953 e 1977, abrigou o Museu do Índio, criado por Darcy Ribeiro. Após essa data, o museu foi transferido para Botafogo e o prédio ficou abandonado.

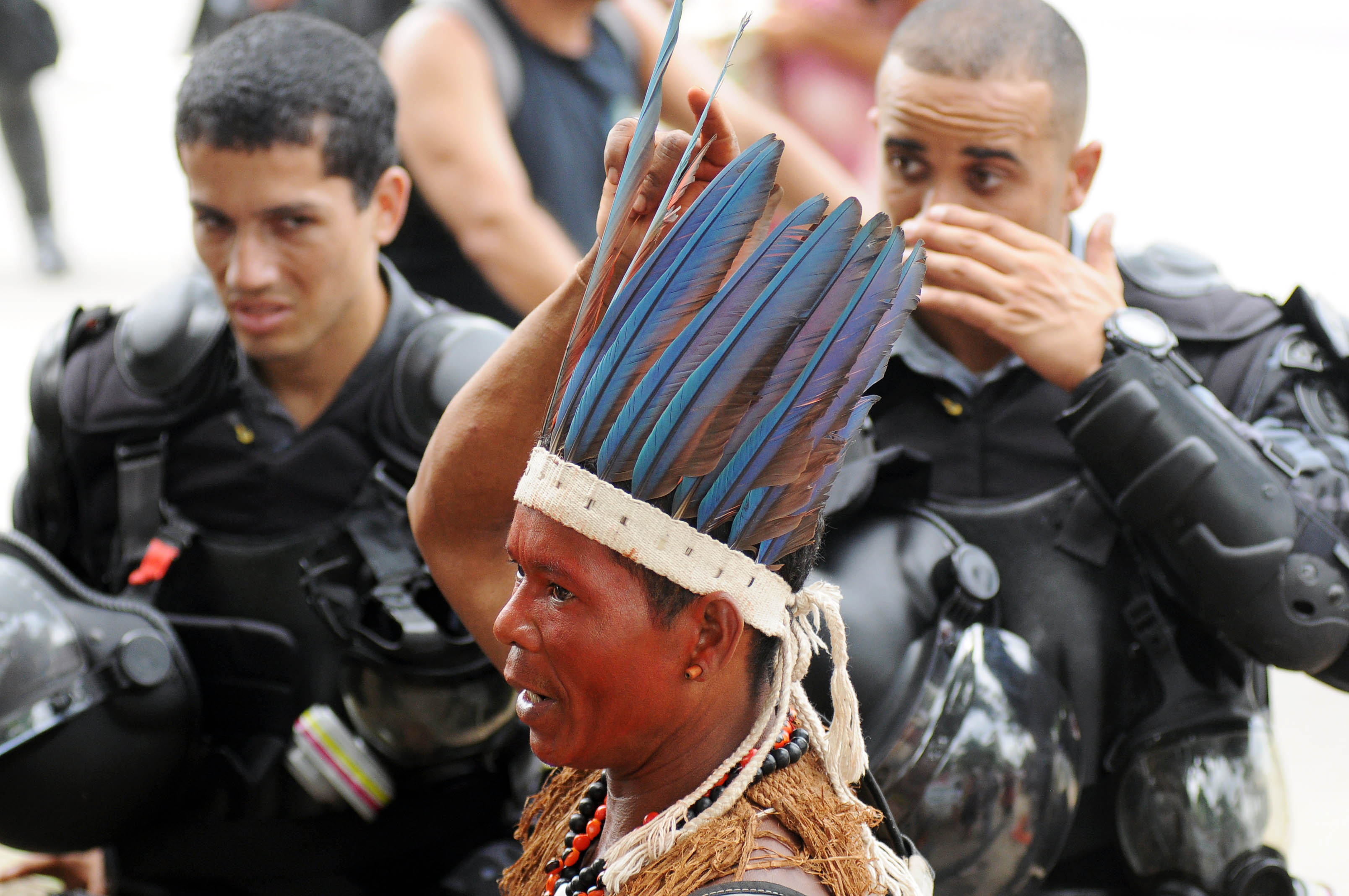
Movimentação policial e civil na desocupação da Aldeia Marak'anà, em 2013.

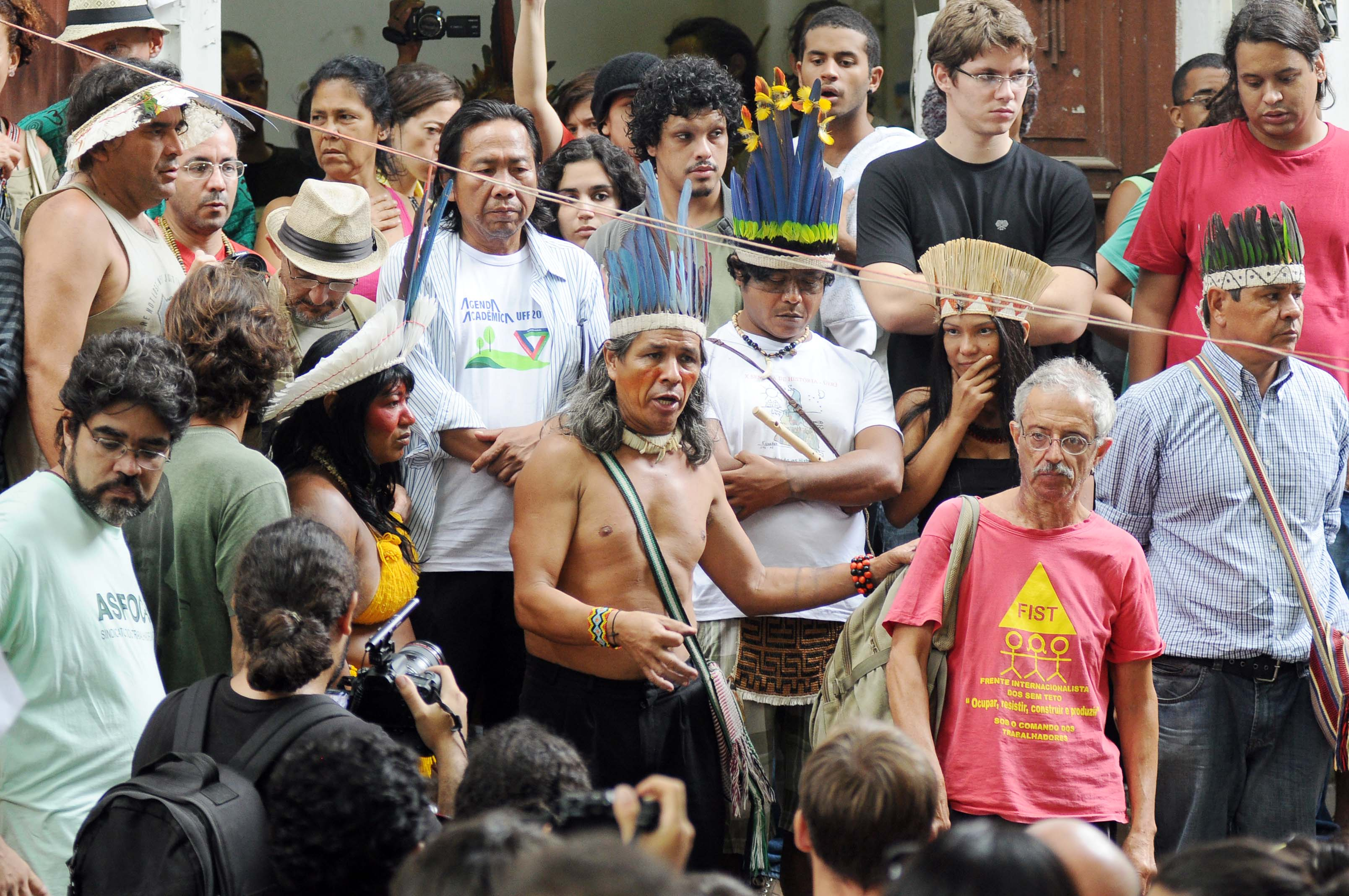
Indígenas e pessoas apoiadoras resistem a desocupação em 2013.

Em 2006, o local foi ocupado por um grupo de cerca de 20 indígenas de diversas etnias (entre elas guarani, guajajara, pataxó, tukano), e chamaram a ocupação de Aldeia Maracanã.
Mais tarde, o local foi comprado do Governo Federal em agosto de 2012 pelo Governo do Estado do Rio de Janeiro, que anunciou que devido às obras para a Copa do Mundo de 2014, o Antigo Museu do Índio seria demolido para facilitar a saída de torcedores do Estádio do Maracanã. Também teriam o mesmo destino, a Escola Municipal Friendenreich e o Estádio de Atletismo Célio de Barros. As três propostas de demolição causaram comoção em uma parcela da sociedade civil, e setores mais ligados à esquerda, principalmente o Partido Socialismo e Liberdade (PSOL) e parte do Partido dos Trablhadores (PT), passaram a fazer forte oposição às três propostas de demolição, demonstrando solidariedade aos grupos que sentiram-se prejudicados pelas decisões.
Inicialmente, o governo alegou que a demolição do prédio antigo do museu seria necessária para atender às exigências da FIFA, o que foi negado pela entidade máxima do futebol, a nível mundial. O governo argumentou também que o imóvel não teria qualquer valor histórico. Como reação, os vereadores Reimont Otoni (PT), Eliomar Coelho e Leonel Brizola Neto apresentaram em 2013 o projeto de lei 1536, prevendo o tombamento do prédio.
A proposta de demolição foi muito criticada por especialistas, que alegaram que com os 60 milhões pagos pelo governo estadual ao governo federal pela compra do imóvel, somados ao 568 mil reais que seriam pagos por sua demolição, haveria dinheiro suficiente para recuperá-lo. Também foi especulada a possível intenção de utilizar o terreno para a construção de um grande estacionamento. A Ministra da Cultura, Marta Suplicy, chegou a pedir ao governador em exercício do Rio de Janeiro, Luiz Fernando Pezão, que o prédio fosse mantido. Ainda em janeiro de 2013, o Conselho Municipal de Proteção do Patrimônio Cultural deu parecer unânime pela manutenção do prédio, mas pela primeira vez um parecer do órgão não foi seguido pelo prefeito Eduardo Paes, aliado de Sérgio Cabral. Cabral, na ocasião, disse que chamar a comunidade que habitava o terreno de aldeia indígena "é um deboche", por ser aquela "uma ocupação recente", qualificada ainda pelo governador como de cunho político.
Após uma polêmica que já durava cinco meses, ainda em janeiro, após os indígenas obterem uma liminar na justiça impedindo a demolição, o Governo do Estado voltou atrás e admitiu não mais demolir o prédio, mediante a saída dos indígenas do local, que seria reformado e mantido intacto com suas características originais. No entanto, não houve a definição de um cronograma para a reforma, nem foi informado o destino do prédio. A proposta de acordo foi rechaçada pelos líderes da aldeia, por esse motivo.
O projeto de tombamento do antigo museu foi derrotado na Câmara do Rio, com apoio da base governista, em março por 17 votos a 13, com 20 abstenções.
Em 22 de março de 2013, a Aldeia Maracanã foi finalmente ocupada por forças policiais que retiraram os indígenas. Na ocasião, houve protestos de diversos segmentos sociais e políticos, tais como o deputado estadual Marcelo Freixo, que saiu com os olhos lacrimejantes após o uso de gás lacrimogêneo e criticou duramente e ação policial. Ainda na ocasião, uma ativista do grupo Femen foi detida após mostrar os seios, como forma de protesto.

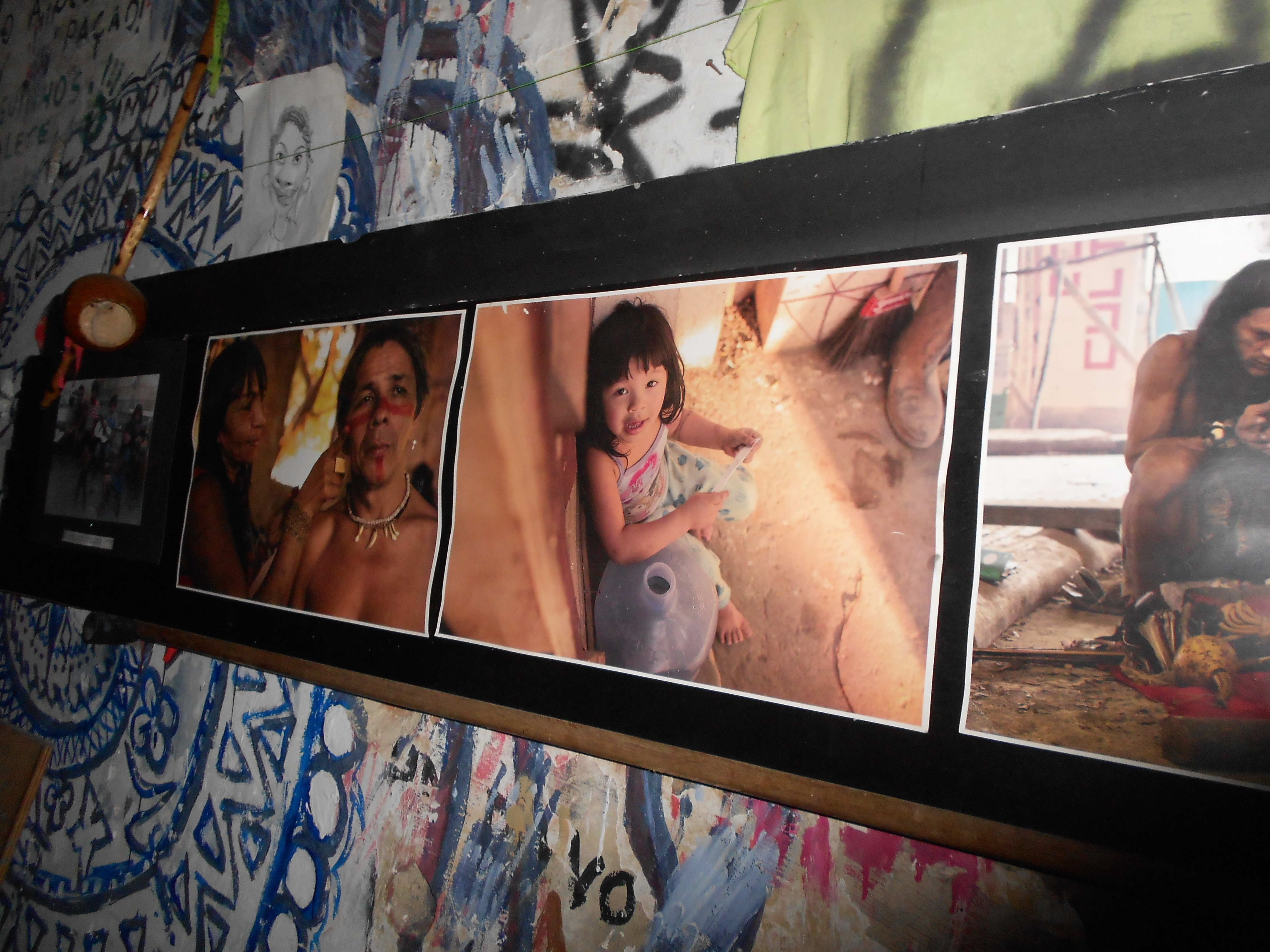
Exposição fotográfica na Aldeia Marak'anà, 2013

A ONG Justiça Global denunciou às Nações Unidas o suposto abuso de poder praticado pelo estado na ocasião. No momento da reintegração de posse, o número de indígenas morando na aldeia já era 60, sendo 40 adultos e 20 crianças.
Após a remoção, uma parte dos moradores da aldeia foram levados para um terreno em Jacarepaguá oferecido pelo Governo. Os reassentados, no entanto, reclamaram da falta de infraestrutura, localização e das restrições a que passaram a sofrer, como o controle dos horários de entrada e saída, bem como a impossibilidade de receberem visitantes livremente.
Em abril de 2017, uma parte dos indígenas voltou a ocupar o prédio.

## Casos relacionados
O mesmo projeto que visava a demolição do Antigo Museu do Índio também causou polêmica por prever a derrubada também da Escola Municipal Friedenreich, do Estádio de Atletismo Célio de Barros e do Parque Aquático Júlio Delamare. As bancadas do PSOL, tanto na ALERJ, quanto na Câmara Municipal do Rio, fizeram forte oposição a todas essas demolições. A demolição da Escola Friendenreich chamou a atenção da mídia por ser esta a sétima melhor escola do Estado do Rio em qualidade de ensino. A comunidade escolar protestou contra a remoção da escola. O mesmo fizeram diversos atletas e aficionados dos esportes aquáticos e do atletismo, afetados pelo fim dos complexos esportivos.